# Erigonoplus ayyildizi
Erigonoplus ayyildizi är en spindelart som beskrevs av Tanasevitch, Topçu och Hakan Demir 2005. Erigonoplus ayyildizi ingår i släktet Erigonoplus och familjen täckvävarspindlar.
Artens utbredningsområde är Turkiet. Inga underarter finns listade i Catalogue of Life.